# 21 iunie
ianuarie • februarie • martie  • aprilie  • mai  • iunie  • iulie  • august  • septembrie  • octombrie  • noiembrie  • decembrie
21 iunie este a 172-a zi a calendarului gregorian și a 173-a zi în anii bisecți. Mai sunt 193 de zile până la sfârșitul anului.
În 21 (respectiv 20) iunie, în emisfera nordică soarele ajunge în zenit și nu mai apune la cercul polar. Această zi marchează solstițiul de vară în emisfera nordică și solstițiul de iarnă în emisfera sudică. Este ziua anului cu lumina zilei cea mai lungă în emisfera nordică, și cea mai scurtă în emisfera sudică.

## Evenimente
- 1607: Este instaurată prima Parohie Protestant Episcopală din SUA, în Jamestown.
- 1633: Omul de știință italian Galileo Galilei este găsit vinovat de către Inchiziție de „bănuită erezie“ pentru apărarea opiniei heliocentrice copernicane, în care se crede că Pământul și alte planete orbitează în jurul Soarelui. Deși a fost forțat în a renega public opinia heliocentrică, pedepsei sale i s-a adăugat și o perioadă nelimitată de arest la domiciliu.
- 1848: În revista „Foaie pentru minte, inima și literatură" a apărut poezia „Un răsunet", de Andrei Mureșanu. Din data de 24 ianuarie 1990, această poezie, pe muzica lui Anton Pann, a devenit Imnul de Stat al României, cunoscut sub titlul „Deșteaptă-te, române!"
- 1940: Al Doilea Război Mondial: Franța capitulează în fața Germaniei.
- 1941: Al Doilea Război Mondial: În noaptea de 21-22 iunie, ora 00:00, Armata Română a declanșat operațiunile militare pentru eliberarea Basarabiei și Bucovinei de Nord de sub ocupația sovietică.
- 1963: Giovanni Battista Enrico Antonio Maria Montini este ales Papa Paul al VI-lea, de către Colegiul Cardinalilor.
- 1965: Trupa „The Byrds" lansează albumul Mr. Tambourine Man.
- 1977: Elvis Presley susține ultimul său concert în Rapid City, Dakota de Sud.
- 2017: Moțiunea de cenzură intitulată "România nu poate fi confiscată. Apărăm democrația și votul românilor", inițiată de parlamentarii PSD și ALDE împotriva Guvernului Sorin Grindeanu a fost aprobată cu 241 voturi „pentru” și 10 voturi „împotrivă”. Au votat doar parlamentarii PSD, ALDE și cei ai minorităților naționale; PNL și USR au fost prezenți în plen, dar nu au votat, în timp ce UDMR și PMP nu au fost prezenți. Deși de obicei votul era secret cu bile, de data asta s-a votat cu bilele la vedere. Pentru ca moțiunea să treacă, numărul minim necesar de voturi a fost de 233.[1]

## Nașteri
- 1774: Daniel D. Tompkins, al șaselea vicepreședinte american (d. 1825)
- 1781: Siméon Denis Poisson, fizician și matematician francez (d. 1840)

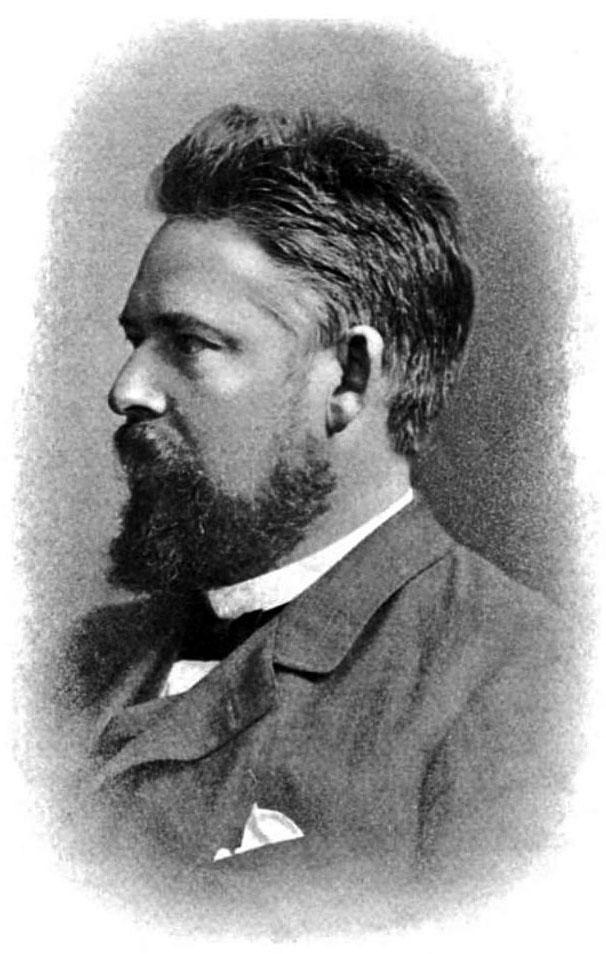
Max Wolf (n. 1863)
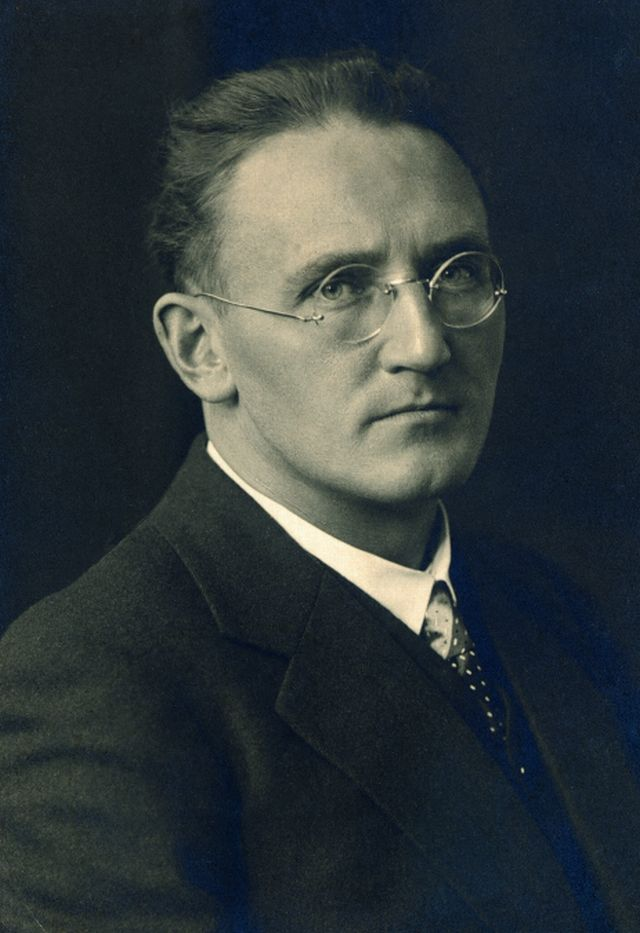
Hermann Scherchen (n. 1891)

- 1814: Théodore Frère, pictor francez (d. 1888)
- 1824: Vincenzo Cabianca, pictor italian (d. 1902)
- 1839: Machado de Assis, scriitor brazilian (d. 1908)
- 1845: Luis Jiménez Aranda, pictor spaniol (d. 1928)
- 1858: Giuseppe De Sanctis, pictor italian (d. 1924)
- 1863: Max Wolf, astronom german (d. 1932)
- 1884: Marcel Schlumberger, inginer francez (d. 1953)
- 1891: Hermann Scherchen, dirijor și compozitor german (d. 1966)

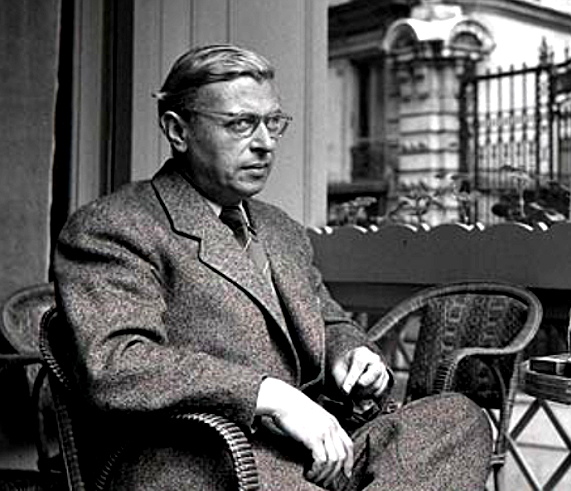
Jean-Paul Sartre (n. 1905)
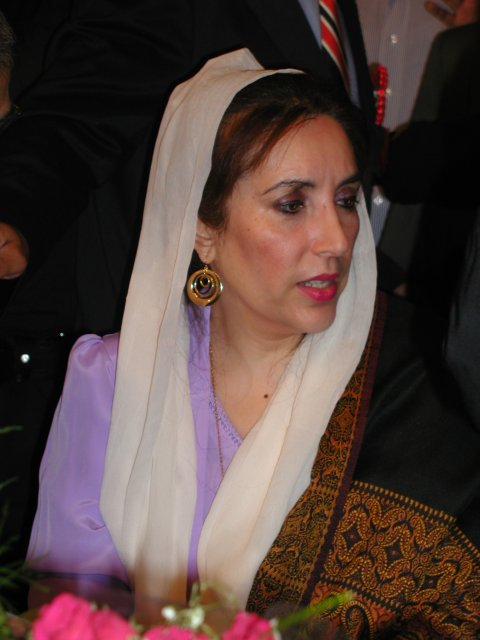
Benazir Bhutto (n. 1953)
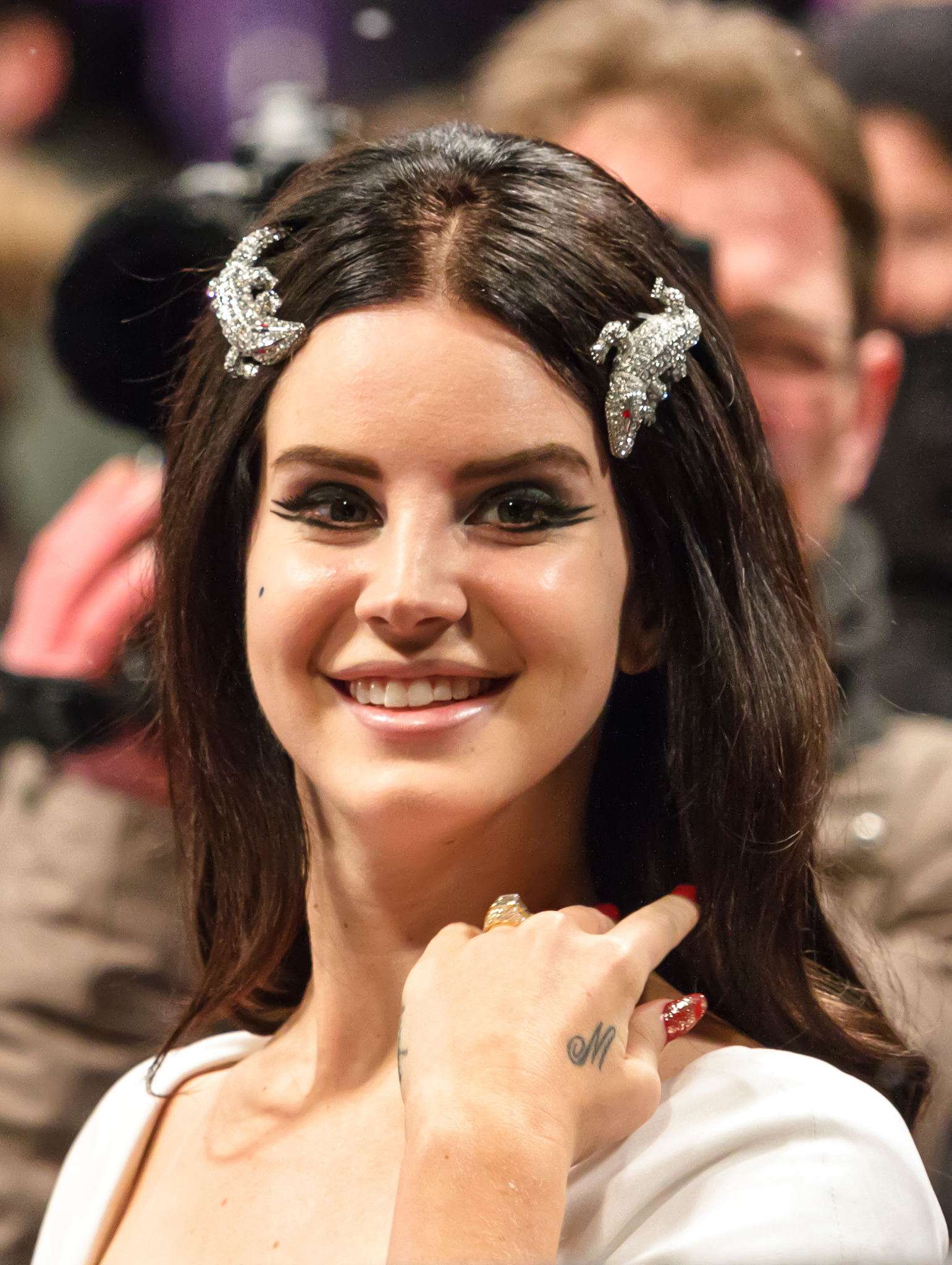
Lana Del Rey (n. 1985)

- 1905: Jean-Paul Sartre, romancier, dramaturg, filosof francez (d. 1980)
- 1914: William Vickrey, economist american, laureat al Premiului Nobel (d. 1996)
- 1920: Puiu Călinescu, actor român (d. 1997)
- 1921: Jane Russell, actriță americană (d. 2011)
- 1921: Judy Holliday, actriță americană (d. 1965)
- 1924: Jean Laplanche, scriitor francez (d. 2012)
- 1925: Marcel Anselme, pictor francez (d. 1982)
- 1928: Elena Greculesi, pictoriță română (d. 2016)
- 1929: Abdel Halim Hafez, cântăreț și actor egiptean (d. 1977)
- 1934: Mihail Cibotaru, prozator și publicist din Republica Moldova (d. 2021)
- 1935: Françoise Sagan, scriitoare franceză (d. 2004)
- 1943: Andrei Șerban, regizor român de teatru și film
- 1948: Ian McEwan, scriitor britanic
- 1948: Andrzej Sapkowski, scriitor polonez de literatură fantasy
- 1953: Benazir Bhutto, politician pakistanez (d. 2007)
- 1955: Michel Platini, fotbalist și antrenor francez, președinte al UEFA
- 1961: Manu Chao, muzicant francez (Mano Negra)
- 1962: Viktor Țoi, cântăreț rock, poet și actor rus cu origini coreene, lider al formației Kino (d. 1990)
- 1965: Sonique, nascuta Sonia Marina Clarke, cântăreață, muziciană, compozitoare și ocazional DJ-iță de origine britanică
- 1968: Liviu Câmpanu, politician român
- 1971: Anette Olzon, cântăreață suedeză
- 1974: Răzvan Mazilu, dansator și coregraf român
- 1974: Flavio Roma, fotbalist italian
- 1975: Paula Chirilă, actriță română
- 1978: Andreea Bănică, cântăreață română
- 1979: Kostas Katsouranis, fotbalist grec
- 1979: Chris Pratt, actor american
- 1981: Cristina Rus, cântăreață română
- 1982: Prințul William, duce de Cambridge, Prinț al Regatului Unit al Marii Britanii și al Irlandei de Nord
- 1983: Edward Snowden, whistleblower american
- 1985: Lana Del Rey, cântăreață americană
- 1987: Francesca, coordonatoare haos si ganditoare profesionala
- 1993: Dylan Groenewegen, ciclist neerlandez

## Decese
- 1377: Regele Eduard III al Angliei (n. 1312)
- 1527: Niccolo Machiavelli, istoric, scriitor, politician italian (n. 1469)
- 1874: Anders Jonas Ångström, fizician și astronom suedez (n. 1814)
- 1914: Bertha von Suttner, scriitoare austriacă, prima femeie laureată a Premiului Nobel pentru Pace (n. 1843)
- 1922: Tache Ionescu, om politic român (n. 1858)
- 1957: Johannes Stark, fizician german (n. 1874)
- 1970: Victor Vâlcovici, matematician român, membru al Academiei Române (n. 1885)
- 1978: Pál Auer , politician, scriitor, memorialist, jurnalist și diplomat maghiar (n. 1885)
- 1981: Alberto Suppici, jucător și antrenor uruguayan de fotbal (n. 1898)
- 1988: George Ivașcu, istoric și critic literar român (n. 1911)
- 2019: Dimítris Christófias, politician cipriot, președinte al Ciprului între 2008-2013 (n. 1946)
- 2020: Zeev Sternhell, istoric și politolog polonez israelian (n. 1935)

## Sărbători
- Sf. Mucenici Iulian din Tars și Afrodisie (calendar ortodox)
- Sf. Alban din Mainz (calendar catolic)

- Fête de la Musique, ziua internațională a muzicii (din 1982)
- Uniunea Internațională Etică și Umanistă (ONU) (din 1982)